# Pete Lovely
Gerard Carlton Lovely (11 de abril de 1926 – 15 de maio de 2011) foi um automobilista norte-americano que participou de onze Grandes Prêmios de Fórmula 1 entre 1959 e 1971.